# 田春艳
田春艳（1976年10月—），中华人民共和国女性工程师，满族，清华大学土木工程系结构工程专业硕士，现任北京市建设工程质量第三检测所有限责任公司总工程师，北京市市政工程研究院市政工程专业硕士研究生导师，第十三届全国人大代表。
田春艳1998年8月参加工作，一直在北京市负责城市道路桥梁定期检测、城市地下管道隐患排查、地铁工程质检等任务，还参加了深圳、重庆、内蒙、沪宁、京沪、京平高速、北京二环至六环及主要联络线等处的桥梁检测等任务。她还主持了多项国家重点工程、北京市重点工程的技术咨询、施工监控、质量检测工作。
2018年2月24日，当选为第十三届全国人大代表。